# カザフ・ハン国

カザフ・ハン国
قازاق حاندىعى

カザフ・ハン国（カザフ・ハンこく、カザフ語: قازاق حاندىعى、Қазақ хандығы、Qazaq xandığı、ロシア語: Казахское ханство、Kazakhskoye khanstvo）は、15世紀から19世紀にかけて現在のカザフスタンに存在したテュルク系イスラム王朝。ジョチ・ウルスのトカ・テムル家の子孫が建てた。

## 歴史

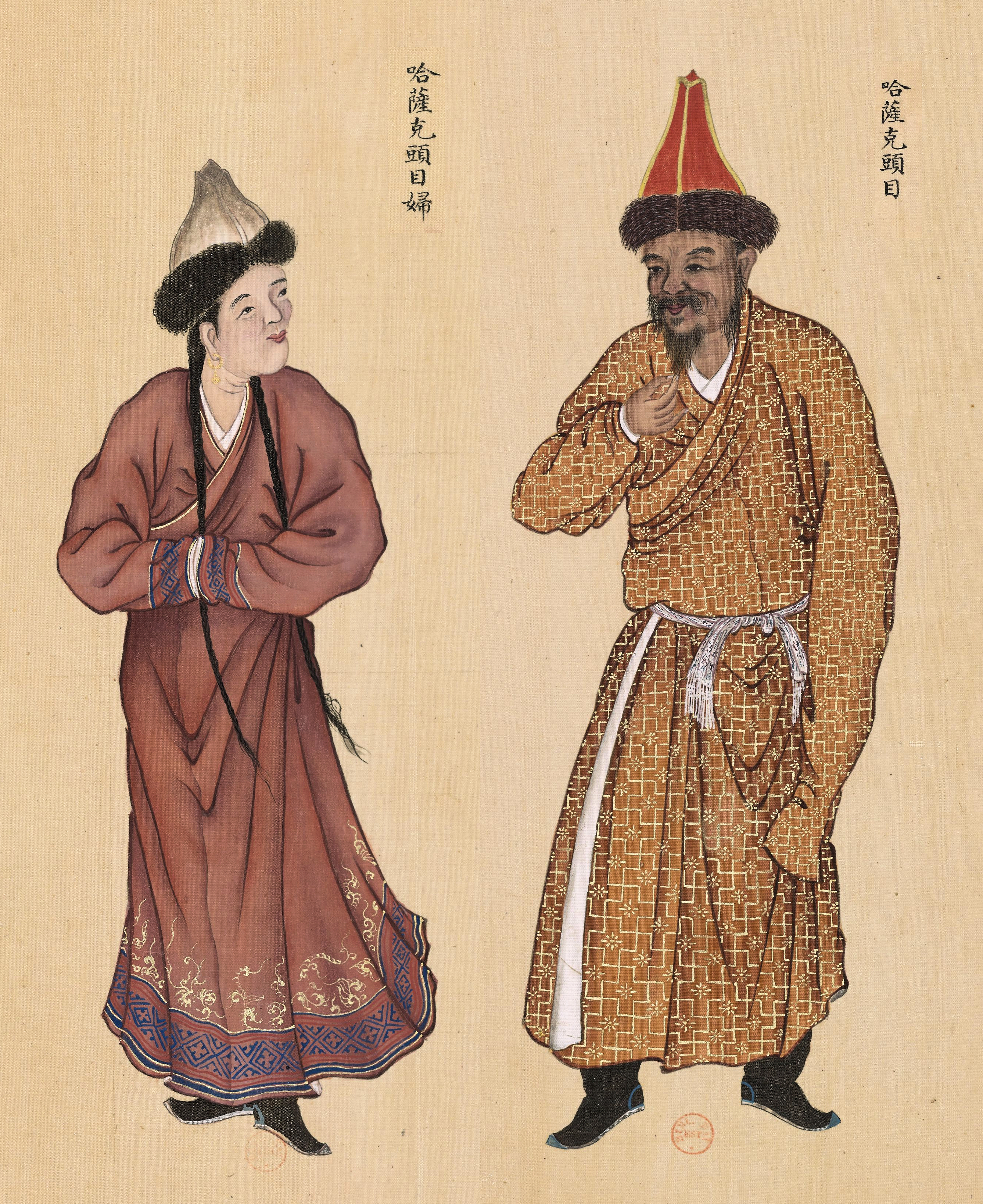
カザフの領袖と彼の妻。 《皇清職貢図》1769年 皇清職貢図, 1769

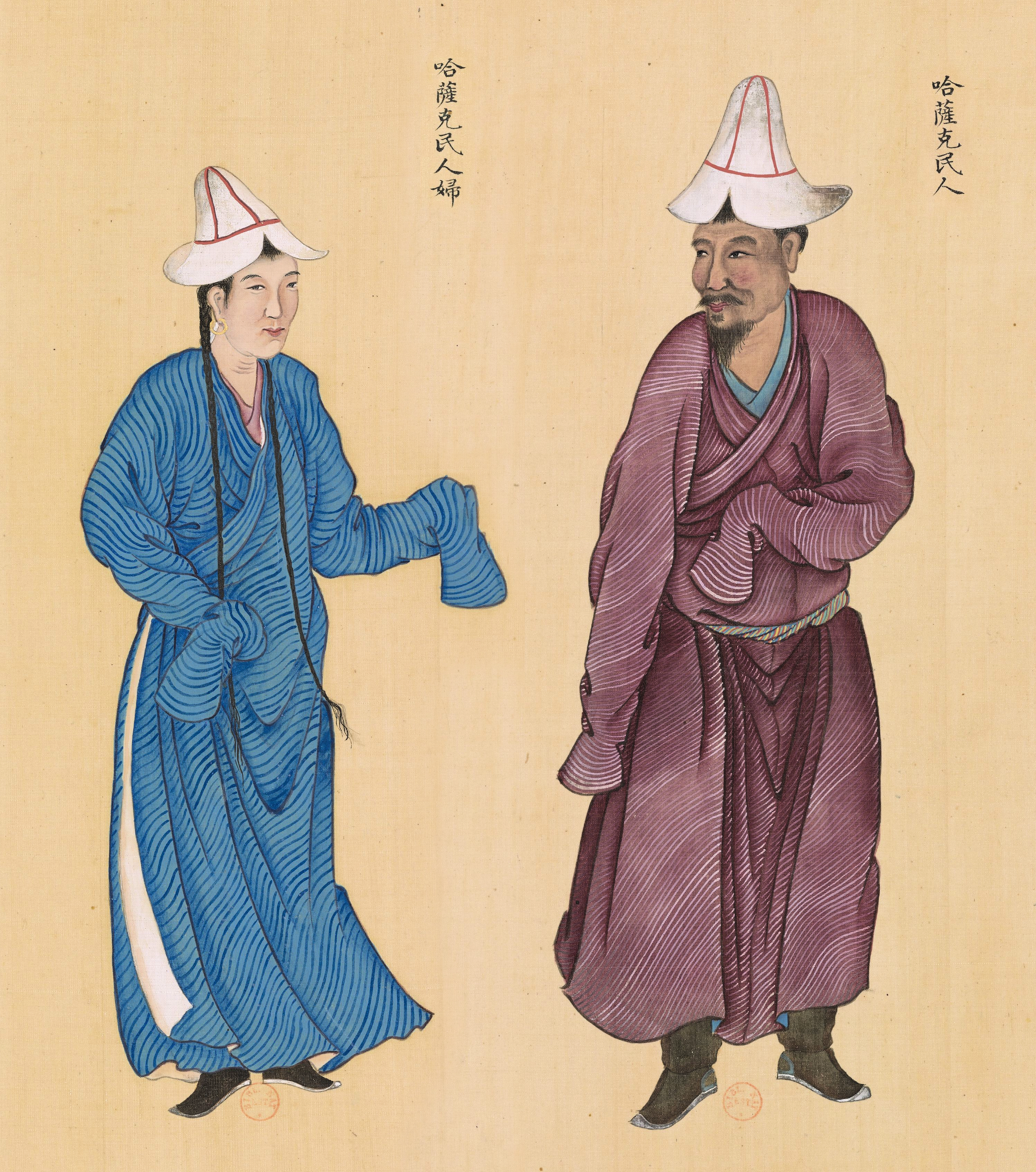
カザフの平民と彼の妻。 皇清職貢図, 1769

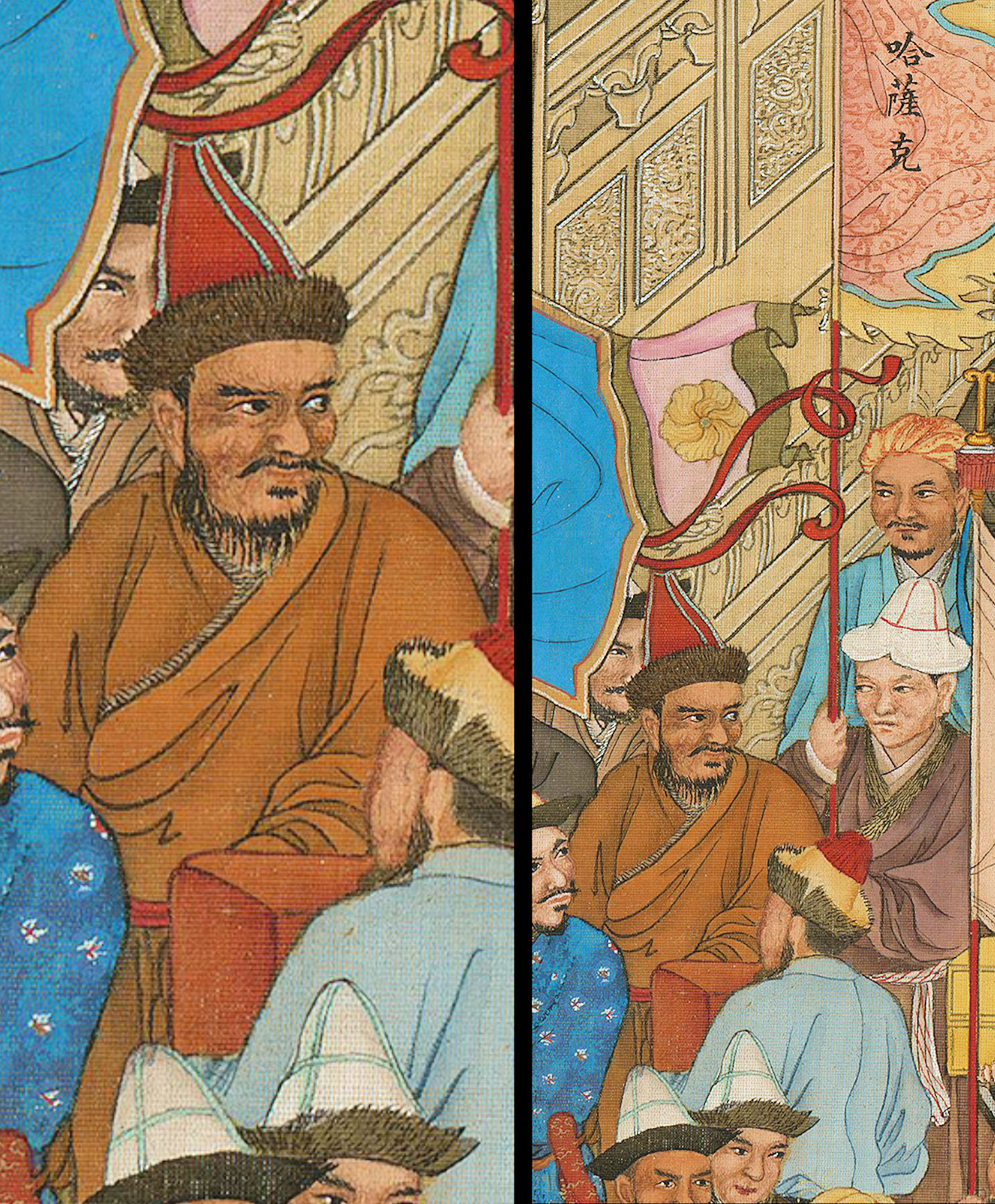
1761年北京にいるカザフの代表 (:zh:万国来朝图)

1446年、ウズベクのアブル＝ハイル・ハンがシル川中流域のオアシス都市スグナク、サウラン、ウズゲンドを占領すると、もともとシル川中流域を支配していた青帳ハン国（オルダ・ウルス）の残党（当時の史料ではこれをカザフ・ウズベクと呼んでいた）がトカ・テムル家のケレイとジャニベクを擁してアブル＝ハイル・ハンに背き、モグーリスタンの辺境に移住した。
1468年、アブル＝ハイル・ハンが没すると、ウズベクのウルスは分裂状態に陥り、その多くはモグーリスタン辺境のカザフのもとへ流れ、ケレイとジャニベクの両ハンを君主とあおいでカザフ・ハン国を形成、その数は20万に達した。
1508年から1509年にかけてシャイバーニー朝のムハンマド・シャイバーニー・ハンが侵攻してきたが、ハンのブルンドゥク（在位：1473年/1474年 - 1511年）はその撃退に成功した。
ウズベク（シャイバーニー朝）がマー・ワラー・アンナフルへ移住すると、カザフはキプチャク草原の遊牧民を麾下におさめ、カーシム・ハン（在位：1511年 - 1518年）の時代に強盛となった。彼らはシル川中流域やセミレチエ地方のオアシス都市を支配下に入れ、東西トルキスタン（旧チャガタイ・ハン国領）をしばしば攻撃して周囲の諸勢力に恐れられた。
1598年にシャイバーニー朝のアブドゥル＝ムウミン（在位：1598年）が暗殺されると、カザフ・ハン国はその混乱に乗じてシャイバーニー朝に侵攻したが、シャイバーニー朝のピール・ムハンマド2世によって撃退された。

分裂後のカザフ・ハン国
緑：小ジュズ、オレンジ：中ジュズ、ピンク：大ジュズ

18世紀前半までにカザフ・ハン国は政治的な統一を失い、セミレチエ地方の大ジュズ、カザフ草原中部の中ジュズ、カザフ草原西部の小ジュズという部族連合体が形成されていた。この頃のカザフはたびたび東のジュンガルの侵攻に遭っており、特に1723年の侵攻は「大いなる災厄（アクタバン・シュブルンドゥ）」と呼ばれるほどの大打撃を被った。
1730年、小ジュズのアブル＝ハイル・ハン（在位：1716年 - 1748年）は、当時着々と東方に進出してきたロシア帝国に使者を送り、服属を願い出た。これにならって他のジュズのハンも服属を表明し、ジュンガルの脅威に備えた。
1820年代に入ると、ロシア帝国はカザフ草原の安定化をはかるために、すでに権威を喪失していた小ジュズと中ジュズのハンに代わって直接統治を始めた。同じころ、新興のコーカンド・ハン国に備えるべく、セミレチエ地方の大ジュズもロシア統治を受け入れた。こうしてロシア帝国に組み込まれたカザフ草原は、アクモリンスク州・セミパラチンスク州・セミレチエ州・ウラリスク州・トゥルガイ州・シルダリア州の6州に区分され、その東半分は1891年にステップ総督府の管轄下に置かれた（セミレチエ州は1897年にトルキスタン総督府へ移管）。

## 歴代ハン

### カザフ・ハン国
1. ケレイ・ハン（1469年/1470年 - 1473年/1474年）…エンケ・プラドの子
  - ジャニベク・ハン（共治、1469年/1470年 - 1480年？）…バラクの子
2. ブルンドゥク（1473年/1474年 - 1511年）…ケレイ・ハンの子
3. カーシム・ハン（1511年 - 1518年）…ジャニベクの子
4. ママシュ（1518年 - 1521年/1522年）…カーシムの長男
5. ターヒル（？ - ？）…ジャニベクの三男アディクの長男
6. ブイダシュ（1531年/1532年 - ？）…ジャニベクの三男アディクの次男
  - トグム（？ - 1537年/1538年？）…ジャニベクの七男ジャディクの長男
7. ハックナザル（1537年/1538年 - 1580年？）…カーシムの次男
8. シガイ（1580年？ - 1582年）…ジャニベクの七男ジャディクの次男
9. テウェケル（1583年？ - 1598年）…シガイの次男
10. イシム（エシム）（1598年 - 1613年/1614年）…シガイの三男
11. トゥルスン（1613年 - 1627年？）…ジャリムの子
12. イシム（1627年？ - 1628年）…復位
13. ジャンギル（？ - 1652年）…イシムの子
14. タウケ（？ - 1717年/1718年？）…ジャンギルの子

### 大ジュズ
1. ジョルバルス・ハン（？ - 1740年）…ハラビスの子
2. アビリス・ハン（？ - ？）…ジョルバルスの子

### 中ジュズ
1. セメケ（1717年/1718年 - 1736年？）…タウケの長男
2. アブルマンベト（1739年 - 1771年？）…タウケの次男ボラトの子
3. アブライ・ハン（アブル・マンスール）（？ - 1781年）…キョルケム・ワリーの子
4. ワリー（1781年 - 1821年）…アブライの子
5. ケネサル（？ - 1847年）…カスムの子

### 哈薩克汗
1. ボラト（1772年 - 1809年）…アブルマンベトの子
2. トグム（1809年 - 1826年）…ボラトの子
3. アルトゥンサル（1826年 - 1859年）…トグムの子

### 小ジュズ
1. アブル＝ハイル・ハン（1716年 - 1748年）…ハージーの子
2. ヌラリ（1748年 - 1786年）…アブル＝ハイルの長男
3. バトゥル（？ - 1771年）…カイプの子
4. カイプ（？ - 1791年）…バトゥルの子
5. エラリ（1791年 - 1794年）…アブル＝ハイルの次男
6. イシム（1795年 - 1797年）…ヌラリの長男
7. アイチュワク（1797年 - 1805年）…アブル＝ハイルの四男
8. ジャントレ（1805年 - 1809年）…アイチュワクの長男
9. シルガス（1812年 - 1824年、1827年 - 1830年）…アイチュワクの次男

### ブケイ・オルダ
1. ブケイ（1812年 - 1815年）…ヌラリの四男
2. シガイ（1815年 - 1823年）…ヌラリの五男
3. ジャンギル（1824年 - 1845年）…ブケイの子

## 参考資料
- 小松久男, 林俊雄, 梅村坦, 濱田正美, 堀川徹, 石濱裕美子, 中見立夫『中央ユーラシア史』4号、山川出版社〈世界各国史〉、2000年。ISBN 9784634413405。 NCID BA48941307。全国書誌番号:20122422。
- 長峰博之「「カザク・ハン国」形成史の再考：ジョチ・ウルス左翼から「カザク・ハン国」へ」『東洋学報』第90巻第4号、東洋文庫、2009年3月、441-466頁、ISSN 0386-9067、NAID 120006517053。